# 坦博拉格拉山
10°30′54″S 75°54′26″W / 10.51500°S 75.90722°W
坦博拉格拉山（Tamboragra），是秘魯的山峰，位於該國中部帕斯科大區，由瓦瓊區和蒂克拉卡揚區負責管轄，屬於瓦古倫喬山脈的一部分，海拔高度4,996米。